# Buntsandstein

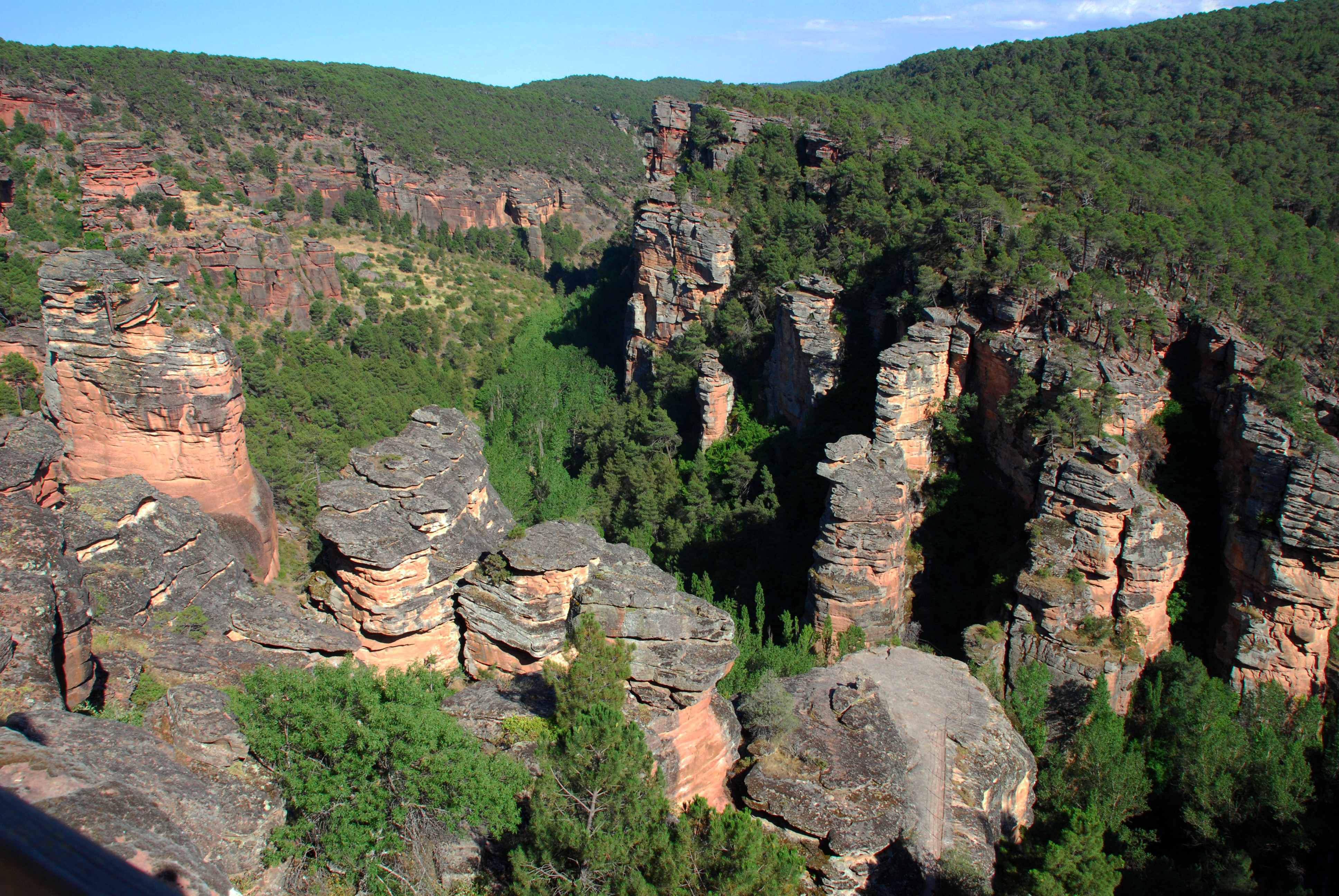
Formación Conglomerados de la Hoz del Gallo: conglomerados y areniscas en facies Buntsandstein (Corduente, Guadalajara, España).

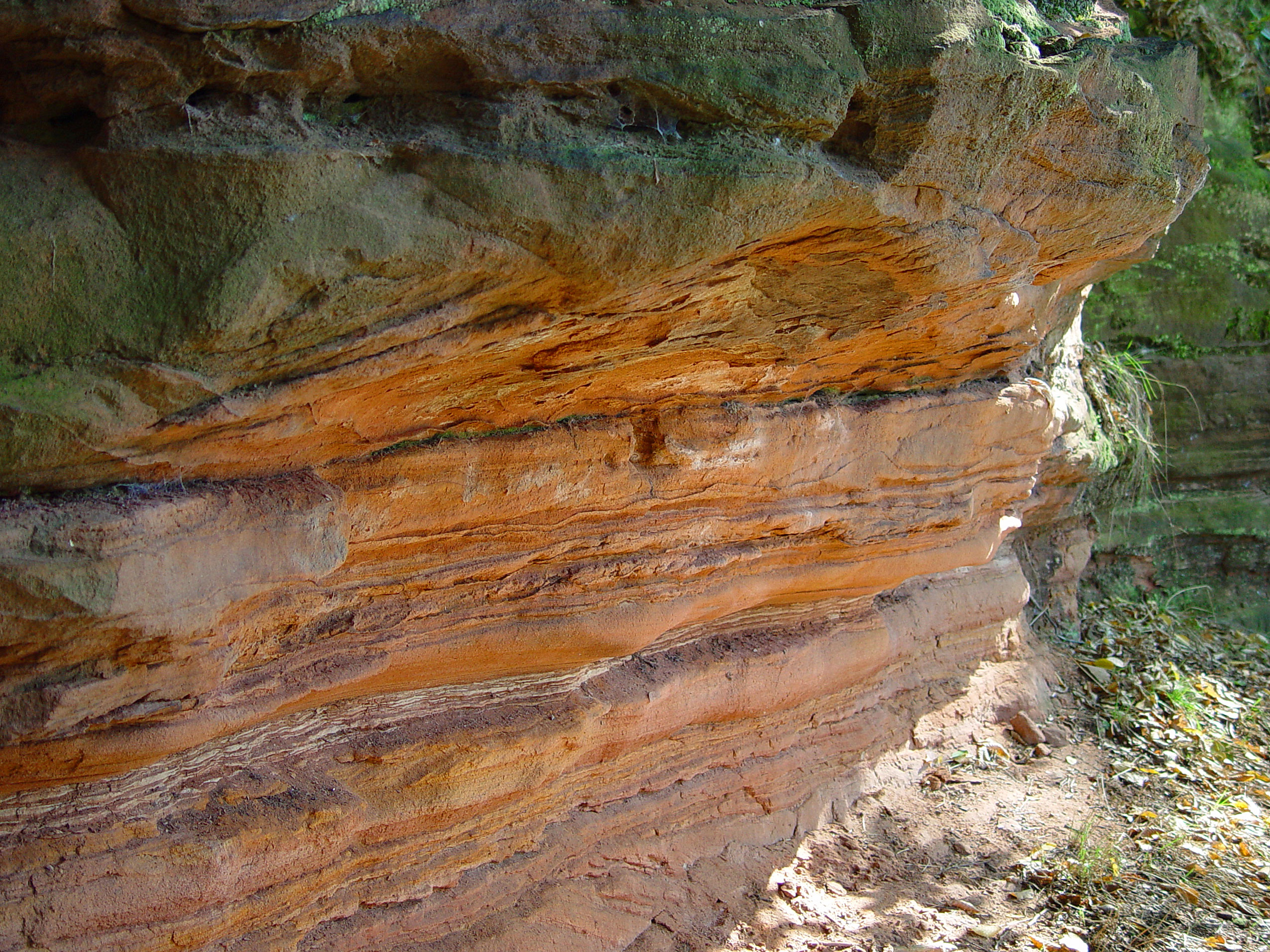
Areniscas de las facies Buntsandstein en Stadtroda, Alemania. Se puede apreciar el típico color rojizo del sedimento.

Las facies Buntsandstein son unos sedimentos detríticos que pueden alcanzar potencias de más de 4000 m y que se depositaron entre el Lopingiense y el Anisiense (Pérmico superior a Triásico medio). El primero en emplear este término para referirse a las areniscas rojizas sobre las que se apoyaban las calizas de las facies Muschelkalk fue el geólogo alemán Friedrich August von Alberti en el año 1834. Están formados por sedimentos eólicos, lacustres, fluviales y, en menor medida, por sedimentos marinos someros y de Sebkha.
En la cuenca germánica se puede distinguir entre Buntsandstein inferior, medio y superior:
- Inferior: en el sur de la cuenca germánica tiene un origen fluvial y aluvial producto de la erosión de macizos variscos; más al norte los sedimentos del Buntsandstein inferior se depositan en ambientes de llanuras mareales y finalmente en la parte norte y este de la cuenca (territorios ocupados actualmente por Polonia, Países Bajos y norte de Alemania) los medios sedimentarios se corresponden con ambientes lacustres y de medios marinos someros.[4]
- Medio: los bordes de la cuenca los ocupan sedimentos de llanura aluvial y eólicos; en el centro los materiales son de origen lacustre y en el sureste predominan sedimentos lacustres y marinos someros.[5]
- Superior: el océano Tetis ocupa la parte sureste de la cuenca, produciendo las condiciones idóneas para que precipiten evaporitas (yeso y halita) en el depocentro. Los sedimentos del borde de cuenca continúan siendo de carácter detrítico.[6]

Además de en la cuenca germánica, el Buntsandstein aflora en casi todas las cuencas sedimentarias del Triásico, si bien presenta en cada una de ellas particularidades de carácter litológico y paleontológico.